# بيانيلو فال تيدوني
بيانيلو فال تيدوني (بالإيطالية: Pianello Val Tidone)‏ هي بلدية في مقاطعة بياتشنزا في إقليم إميليا رومانيا الإيطالي.

## السكان
في سنة 1861 بلغ عدد السكان 3٬487 نسمة، وتطور العدد ليصل في سنة 2011 لـ 2٬290 نسمة.
يظهر هذا المخطط البياني تطور النمو السكاني لـ بيانيلو فال تيدوني